# Radawczyk Drugi
Radawczyk Drugi (dawn. Radawczyk-Kolonia Druga) – kolonia w Polsce położona w województwie lubelskim, w powiecie lubelskim, w gminie Konopnica.
W latach 1975–1998 miejscowość administracyjnie należała do ówczesnego województwa lubelskiego. W latach 1973–76 w gminie Niedrzwica Duża.
Obecnie Radawczyk Drugi stanowi sołectwo gminy Konopnica. Według Narodowego Spisu Powszechnego z roku 2011 wieś liczyła 274 mieszkańców.
W Radawczyku Drugim znajduje się Gimnazjum Gminne im. Wincentego Pola. Na terenie wsi prowadzona jest Świetlica Środowiskowo-Terapeutyczna. Na południe od wsi, na drodze do Radawczyka-Kolonii Pierwszej znajduje się cmentarz baptystów, którzy do 1940 r. zamieszkiwali tereny wsi Boboszów. Zbór baptystów powstał w 1879. Koloniści niemieccy zostali przesiedleni w 1940 r. do Poznańskiego w trakcie Cholmeraktion. Po wojnie zostali wywiezieni do Niemiec, a potem większość z nich wyjechała do Kanady. Budynek zboru baptystów został zaadaptowany na potrzeby remizy strażackiej, a w 2001 r. rozebrany. W trakcie II wojny światowej pastor zboru Aleksander Hart zapobiegł pacyfikacji Strzeszkowic przez Wehrmacht po potyczce żołnierzy niemieckich z polskimi.
Obecnie nazwą Boboszów określa się południowy przysiółek wsi Radawiec Drugi. W toku dziejów ukształtowały się bowiem różne nazwy dla kolonii wsi Radawczyk: na południu w sąsiedztwie wsi Strzeszkowice Duże kolonię gospodarstw nazwano Radawczyk-Kolonia Pierwsza, a gospodarstwa na obszarze leżącym obecnie między Trojaczkowicami a Radawcem Małym nazwano „kolonią drugą”. Między nimi znajdowała się – nieistniejąca już wieś – Boboszów. "Kolonię drugą" z czasem nazwano Radawczykiem Drugim.
Wierni Kościoła rzymskokatolickiego należą do parafii Najświętszej Maryi Panny Nieustającej Pomocy w Radawcu Dużym.